# Hegyescsőrű sármánypinty
A hegyescsőrű sármánypinty (Acanthidops bairdi) a madarak osztályának verébalakúak (Passeriformes) rendjébe és a tangarafélék (Thraupidae) családjába tartozó Acanthidops nem egyetlen faja.

## Rendszerezése
A nemet és a fajt is Robert Ridgway írta le 1882-ben. Besorolása vitatott egyes szervezetek a Haplospiza nembe sorolják Haplospiza bairdi néven. Tudományos faji nevét Spencer Fullerton Baird amerikai ornitológusról kapta.

## Előfordulása
Közép-Amerikában, Costa Rica és Panama területén honos. A természetes élőhelye szubtrópusi és trópusi hegyi erdők, valamint erősen leromlott egykori erdők. Állandó, nem költőző faj.

## Megjelenése
Testhossza 13 centiméter, testtömege 16 gramm.

## Életmódja
Ízeltlábúakkal táplálkozik.

## Természetvédelmi helyzete
Az elterjedési területe elég kicsi, egyedszáma is csökken, de még nem éri el a kritikus szintet. A Természetvédelmi Világszövetség Vörös listáján nem veszélyeztetett fajként szerepel.